# إدو (لاعب كرة قدم مواليد 1983)
إدو (بالبرتغالية: Eduardo Vieira do Nascimento‏) هو لاعب كرة قدم برازيلي في مركز الهجوم، ولد في 11 يناير 1983 في فوز دو إيغواسو في البرازيل. لعب مع نادي بورتو ونادي كاشياس دو سول.

## وصلات خارجية
- إدو (لاعب كرة قدم مواليد 1983) على موقع دوري كوريا الجنوبية (الإنجليزية)